# Mani Hernandez
Manuel Fonseca Hernández, meglio conosciuto con il nome di Mani Hernandez (Madrid, 2 agosto 1948), è un ex calciatore spagnolo naturalizzato statunitense, di ruolo attaccante.

## Carriera

### Club
Nativo di Madrid, Spagna, emigrato negli Stati Uniti d'America si forma nella rappresentativa calcistica della San Jose State University, facendosi notare come uno dei migliori giocatori universitari del periodo vincendo nel 1968 la seconda edizione dell'Hermann Trophy.
Dopo aver giocato nei Grenadiers di San Jose, nel 1974 passa ai neonati S.J. Earthquakes, franchigia nel quale militò sino al 1976. Hernandez è stato il primo marcatore della storia dei Quakes, segnando nell'1-1 esterno del 5 maggio 1974, esordio assoluto dei californiani, contro i Vancouver Whitecaps. Con i Quakes otterrà come miglior piazzamento il raggiungimento delle semifinali nella stagione 1976. Con gli Earthquakes vinse anche la stagione NASL indoor 1975.
Proseguirà la carriera sino al 1981 nell'indoor soccer. Lasciato il calcio giocato ha allenato in varie high school.
Nel 2015 è stato inserito nel "San Jose Sports Hall of Fame".

### Nazionale
Naturalizzato statunitense, dopo aver partecipato alle qualificazioni, nel 1972 fece parte della nazionale olimpica di calcio degli Stati Uniti d'America che partecipò al torneo di calcio della XX Olimpiade e che ottenne l'ultimo posto del Gruppo 1.
Nel 1974 gioca nella nazionale di calcio degli Stati Uniti d'America due incontri amichevoli.

## Statistiche

### Cronologia presenze e reti in Nazionale
| Cronologia completa delle presenze e delle reti in nazionale ― Stati Uniti | Cronologia completa delle presenze e delle reti in nazionale ― Stati Uniti | Cronologia completa delle presenze e delle reti in nazionale ― Stati Uniti | Cronologia completa delle presenze e delle reti in nazionale ― Stati Uniti | Cronologia completa delle presenze e delle reti in nazionale ― Stati Uniti | Cronologia completa delle presenze e delle reti in nazionale ― Stati Uniti | Cronologia completa delle presenze e delle reti in nazionale ― Stati Uniti | Cronologia completa delle presenze e delle reti in nazionale ― Stati Uniti |
| Data                                                                       | Città                                                                      | In casa                                                                    | Risultato                                                                  | Ospiti                                                                     | Competizione                                                               | Reti                                                                       | Note                                                                       |
| -------------------------------------------------------------------------- | -------------------------------------------------------------------------- | -------------------------------------------------------------------------- | -------------------------------------------------------------------------- | -------------------------------------------------------------------------- | -------------------------------------------------------------------------- | -------------------------------------------------------------------------- | -------------------------------------------------------------------------- |
| 5-9-1974                                                                   | Monterrey                                                                  | Messico                                                                    | 3 – 1                                                                      | Stati Uniti                                                                | Amichevole                                                                 | -                                                                          | 76’                                                                        |
| 8-9-1974                                                                   | Dallas                                                                     | Stati Uniti                                                                | 0 – 1                                                                      | Messico                                                                    | Amichevole                                                                 | -                                                                          | Uscita                                                                     |
| Totale                                                                     |                                                                            | Presenze                                                                   | 2                                                                          |                                                                            | Reti                                                                       | 0                                                                          |                                                                            |

## Palmarès

### Indoor soccer
- NASL Indoor: 1

San Jose Earthquakes: 1975.